# Mortis
Mortis (auch Mortis One; bürgerlich Marc Junge; * in Bad Langensalza, Thüringen) ist ein deutscher Rapper und Musikproduzent.

## Leben
Marc Junge wurde in Bad Langensalza in der Nähe von Erfurt geboren und wuchs in Torgau auf, bevor er mit seiner Familie im Alter von fünf Jahren nach Westdeutschland zog. In der Jugend verbrachte er seine Freizeit vor allem als Graffiti-Sprayer und nahm schon früh an privaten Hip-Hop-Jams und Freesytle-Turnieren teil. Nebenbei lernte er autodidaktisch das Produzieren von Beats und komponierte teilweise bis zu fünf Instrumentals an einem Tag. Mit 18 Jahren zog er nach Hannover und unterschrieb dort einen Vertrag beim Label IllViBE Recordings. Nachdem er für kurze Zeit als Musiker durch Deutschland gereist war, ging er mit anderen Künstlern des Labels auf Tour und half bei Produktionen, für die er das labeleigene Equipment nutzen durfte und somit erstmals Zugang zu professionellen Aufnahmemethoden hatte. Sein Umfeld bestand größtenteils aus afrikanischen und türkischen Mitmenschen, bevor er nach Berlin weiterzog, um dort weitere Inspiration zu finden.
Für das Album Querfeldein von Damion Davis, das im April 2013 veröffentlicht wurde, produzierte Mortis insgesamt fünf Stücke.
Am 17. Januar 2014 erschien Mortis’ erste EP Der goldene Käfig, deren Inhalt besonders durch Fragen nach Heimat und der Adoleszenz geprägt war.
Sein Debütalbum Hollywoodpsychose, auf dem er alle 14 Beats selbst produzierte, erschien nach einer Verschiebung des Releases am 28. November 2014, nachdem er beim Label Showdown Records unter Vertrag genommen wurde.

## Diskografie
- 2010: ...weil ich's kann! (Online-Mixtape)
- 2014: Der Goldene Käfig (EP)
- 2014: Hollywoodpsychose
- 2020: Montags auf der Monarch 2.0 EP von Biff, erschienen auf Urban Tree Music